# Club Atlético Sarmiento (La Banda)
O Club Atlético Sarmiento é um clube esportivo argentino localizado em La Banda, província de Santiago del Estero no norte da Argentina. Sua principal atividade é o futebol, o time principal disputa atualmente a Torneo Federal A, a tercera divisão do futebol argentino, da qual participa desde a temporada de 2024.
Ao longo da sua história, o clube destacou-se no futebol, onde conquistou um total de vinte e cinco vezes na Liga Santiagueña de Futebol, sendo a terceira equipa mais vitoriosa nesta competição. A nível Nacional, venceu o Torneo del Interior 2010 (quinta categoria) e o Torneo Regional Federal Amateur 2023-24 (quarta categoria). Juntamente com o Club Central Argentino, disputam o Clássico Bandeño.

## Títulos

### Nacional
- Torneo del Interior (1): 2010.
- Torneo Regional Federal Amateur (1): 2024.

### Regional
- Liga Santiagueña de Fútbol (25): 1932, 1934, 1937, 1947, 1982, 1984, 1987, 1996 (2), 1998 (2), 2002, 2003 (2), 2005 (2), 2006, 2007, 2009, 2010, 2017 (2), 2018